# Christiane Reimann
Christiane Elisabeth Reimann (født 6. maj 1888 i København, død 12. april 1979 i Siracusa, Italien) var en dansk sygeplejerske, der dog primært gjorde sig bemærket uden for landets grænser. Især huskes hun som den første danske sygeplejerske med en akademisk grad inden for sygepleje, og hun var den første lønnede sekretær ("Executive Secretary") for International Council of Nurses (ICN). ICN's fornemmeste pris for sygepleje, Christiane Reimann-prisen, er oprettet på baggrund af et legat, hun indstiftede.

## Biografi
Christiane Reimann kom fra en velhavende familie. Hendes far var vekselerer Carl Christian Reimann (1853 - 1929), hendes mor Margit Meisterlin (1863 - 1927). Christiane tog 4. klasses hovedeksamen fra Ordrup Latin- og Realskole i 1904, og blev efterfølgende undervist videre i forældrenes hjem samt på studieophold i England og Tyskland. Hun lærte således sprog, herunder engelsk og tysk, samt sang og musik. Som 25-årig besluttede hun sig til at læse til sygeplejerske, idet hun havde en vision om at engagere sig i hjemmesygeplejen i menigheden, trods modstand fra familien. Gennem hjælp fra Charlotte Munck fik hun familien overbevist om at finansiere studierne, og blev uddannet sygeplejerske fra Bispebjerg Hospital i 1916. Hun valgte at forkaste sin oprindelige tanke om at hellige sig hjemmesygeplejen og valgte i stedet, under vejledning fra Munck, at læse videre i USA, hvor hun også erhvervede sig en Bachelor of Science i 1921 og en Master of Arts i 1925. Hun var under opholdet i USA ansat ved henholdsvis Presbyterian Hospital og Henry Street Settlement i New York. I perioden mellem de to videreuddannelser var Reimann ansat under Munck på Bispebjerg Hospital, som hospitalets første instruktionssygeplejerske. Hun blev valgt som Honorary Secretary for ICN i 1922, og varetog denne ulønnede stilling ved siden af sine studier frem til 1925, hvor hun blev genvalgt til posten, dog nu som Executive Secretary, en lønnet fuldtidsstilling fra ICN's hovedsæde i Genève.
I 1934 forlod Reimann stillingen ved ICN. Der hersker delte meninger om baggrunden herfor. Nogle kilder angiver helbredsmæssige årsager, andre interne stridigheder i ICN. Beslutningen kan også bunde i et fingeret ægteskab med psykiateren Dr. Wilhelm F.C. Alter fra Tyskland, omend kilderne ikke er enige om hvorvidt Christiane nogensinde blev gift, til trods for at ægteskabet blev annonceret i både Tidsskrift for Sygepleje, The Times og American Journal of Nursing. Forfatteren og journalisten Agata Ruscia, der har forsket i Reimann liv, fortæller at Reimann havde været velgører for Alter siden de to mødtes til en kongres i Wien. Hun og Alter har ganske givet levet sammen i en kortere periode, men Alter har sandsynligvis haft en elskerinde ved siden af. Ruscia anfører således, at Alter på et tidspunkt brugte en fuldmagt til at sælge "Villa Reimann" og sammen med elskerinden stikke af med pengene. Reimann gennemgik en retssag for at kunne købe villaen tilbage fra de nye ejere, under hvilken hun angiveligt skulle have fremlagt en attest for at hun stadig var jomfru, for at dokumentere ugyldigheden af sit og Alters ægteskab.
Reimann købte i 1934 farmen "Villa Fegotto" i Siracusa og omdøbte den til "Villa Reimann", hvortil hun trak sig tilbage og levede til sin død i 1979. Huset var fornemt indrettet, med malerier og flot tilvirkede møbler. Haven var anlagt med mange forskellige planter og træer, både til rekreation og til høst; blandt andet findes mange citrontræer, som Reimann dyrkede med henblik på salg. Hun tilbød at testamentere ejendommen til ICN som feriehjem for sygeplejersker, men organisationen afslog grundet vedligeholdelsesomkostningerne. Ejendommen blev således testamenteret til byen, idet det daværende byråd accepterede at varetage vedligeholdelsen af hus og grund - en forpligtigelse, de senere byråd kun i ringe grad har levet op til. Der er således bortkommet malerier og andet inventar for et millionbeløb i tiden fra Reimanns død til i dag, ligesom fugt og andet forfald har destrueret bøger og dokumenter i betragteligt omfang. Ejendommen søges i dag reddet af den lokale græsrodsbevægelse "Save Villa Reimann", der er dannet som et samarbejde mellem flere forskellige aktivister og bevægelser i lokalsamfundet. Reimann testamenterede en del af sin formue til oprettelsen af Christiane Reimann-Prisen under ICN, som er blevet kaldt sygeplejens Nobelpris. Den første modtager af prisen var sygeplejeteoretikeren Virginia Henderson. Prisen er indtil videre kun tilfaldet en enkelt dansker, tidligere formand for Dansk Sygeplejeråd Kirsten Stallknecht.
Christiane Reimann beskrives som en intelligent, stærk og engageret personlighed fuld af mod og energi - kvaliteter, der sammen med sprogkundskaber og kultur fra opvæksten tjente hende godt i arbejdet med at genopbygge og styrke ICN efter det forfald, organisationen havde lidt under første verdenskrig. Bøger efterladt i villaen i Siracusa viser at hun fulgte med i sin historie og samtid, idet hun blandt mange andre bøger læste både Hitlers og Lenins værker, ligesom Karen Blixens Den afrikanske Farm var at finde på reolen.

## Arbejde i International Council of Nurses
Reimann mødte ICN som delegeret for Dansk Sygeplejeråd ved et repræsentantskabsmøde i København i 1922. Hun blev anbefalet til posten som sekretær for ICN af den afgående sekretær Lavinia Dock, som Reimann kendte fra sin tid på Henry Street Settlement.
Reimann trådte ind i ICN kort efter første verdenskrig. Krigen havde svækket organisationen en del, og Reimann brugte mange kræfter - og en ikke uvæsentlig del af sin personlige formue - på at genopbygge organisationen. Hun indledte samarbejde med mange internationale organisationer, der håndterede sundhedsfaglige arbejde eller som ansatte sygeplejersker, herunder Røde Kors. Hun var i det hele taget fortaler for, og aktivt involveret i, at sygeplejersker verden over skulle organisere sig i faglige forbund. Således indledte Reimann blandt andet et samarbejde med International Labour Organisation trods modstand fra ICN's præsident og stifter Ethel Bedford Fenwick. Hun formåede gennem sine år hos ICN at mere end fordoble antallet af medlemsorganisationer, fra 13 til 29 og et medlemstal på 180.000, og fungerede desuden som rådgiver for regeringer og myndigheder, samt iværksatte og drev udvekslingsprogrammer for sygeplejersker internationalt. I 1922 startede hun, for egne midler, "The Bulletin", ICN's officielle fagblad der senere har ændret navn til "the ICN" og så til "the International Nursing Review" og varetog tillige selv udgivelsen af samme, ligesom hun var ivrig skribent af artikler til bladet. Endelig oprettede hun et omfattende fagbibliotek i Génève.